# 453e régiment d'artillerie
Le 453e régiment d'artillerie est un régiment d'artillerie de l'armée française. Le régiment existe pendant la Première Guerre mondiale comme 453e régiment d'artillerie lourde divisionnaire  (453e RALD). Après-guerre, le numéro 453 est occupé par le 453e groupe d'artillerie anti-aérienne (453e GAA) puis 453e groupe d'artillerie anti-aérienne légère (453e GAAL).

## Création et différentes dénominations
- 1er juillet 1918 : création du 453e régiment d’artillerie lourde divisionnaire
- 16 juin 1919 : dissous
- 11 février 1949 : création du 453e groupe d'artillerie anti-aérienne
- 1er novembre 1970 : dissous

## Chefs de corps
- 1er juillet 1918 - 3 novembre 1918 : lieutenant-colonel Gille[1]
- 4 novembre 1918 - 1er juillet 1919 : lieutenant-colonel Caprai[1]
- 1949 - ....
- ......-1955 : Lieutenant Colonel de La Chapelle
- .... - 1965 : lieutenant-colonel Duclos[2]
- 1965 - 1967 : lieutenant-colonel Perrin[2]
- 1967 - 1969 : lieutenant-colonel Beal[2]
- 1969 - 1970 : lieutenant-colonel Duval[2]
- 1970 - 1972 : lieutenant-colonel Perrault[2]

## Historique

### 453erégiment d’artillerie lourde divisionnaire
Le 453e régiment d’artillerie lourde divisionnaire (453e RALD') est créé le 1er juillet 1918 à partir du II/103e RAL, du II/104e RAL et du II/108e RAL. Ses trois groupes sont équipés de canons de 105 L Schneider.
Il est dissout le 16 juin 1919 et ses éléments rejoignent le 113e RALH d'Issoire,,.

### 453egrouped'artillerie anti-aérienne
Le 453e groupe d'artillerie anti-aérienne (453e GAA) est créé à Wittlich dans le cadre des Troupes d'occupation en Allemagne  le 11 février 1949, ses garnisons successives ont été :
- Wittlich (1949)
- Idar-Oberstein (1949 à 1951)
- Coblence (1951 à 1956)
- Müllheim (1956 à 1970) quartier Turenne

Equipé de canons Bofors de 40 mm. Il est renommé 453e groupe d'artillerie anti-aérienne légère (453e GAAL) le 1er avril 1960 puis 53e régiment d'artillerie (53e RA) le 1er novembre 1970.

## Sources et bibliographie
- Historique du 453e régiment d'artillerie lourde, Clermont-Ferrand, Imprimerie générale, 1920, 50 p. (lire en ligne)